# Deoterthron dentatum
Deoterthron dentatum är en kräftdjursart som beskrevs av Edward Bradford och Hewitt 1980. Deoterthron dentatum ingår i släktet Deoterthron och familjen Deoterthridae.
Artens utbredningsområde är havet kring Nya Zeeland. Inga underarter finns listade i Catalogue of Life.